# Angelo Pappacoda
Angelo Pappacoda (Napoli, 1466 – Napoli, 1537) è stato un vescovo cattolico italiano.

## Biografia
Angelo nasce il 23 marzo 1456 a Napoli da Francesco, patrizio napoletano dei Pappacoda e Covella di Gennaro ultimo dei sei figli. 
Nel 1485 Bienato fu nominato vescovo di Martirano, in Calabria,il 9 gennaio 1497 succedette al vescovo Aurelio Bienato. Mantenne la sede fino alla sua morte avvenuta nei primi mesi del 1537, dato che il suo successore Giacomo Antonio Ferduzi fu nominato il 27 giugno . 
Venne sepolto nella chiesa di San Giovanni Evangelista dei Pappacodi detta Cappella Pappacoda a Napoli , accanto a suo fratello Sigismondo Pappacoda, cardinale con il titolo di Santa Maria degli Angeli. Il suo sepolcro è opera  dello scultore rinascimentale Girolamo Santacroce.